# Paller al carrer Perayal (Cóll)
El Paller al carrer Perayal és una casa de Cóll al municipi de la Vall de Boí (Alta Ribagorça) inclosa a l'Inventari del Patrimoni Arquitectònic de Catalunya.

## Descripció
Volum de planta rectangular, murs de pedra i coberta de teula àrabs a dues vessants, exemple de resposta immediata i clara a les necessitats de l'època. L'escassetat dels materials utilitzats i austeritat en el seu tractament són valors afegits a la imatge arquitectònica final.